# 穂積亮次
穂積 亮次（ほづみ りょうじ、1952年〈昭和27年〉9月21日 - ）は、日本の政治家。元新城市長（4期）、元鳳来町長（1期）。
祖父は帝国議会議員を1期務めた鈴木麟三。父親は旧愛知5区から選出された日本社会党所属の衆議院議員・穂積七郎。

## 来歴
東京都文京区出身。1968年、東京都立小石川高等学校中退。1969年、佐藤首相訪米阻止闘争に参加し、武器に使うはずの鉄パイプの受け取りに失敗して近くの墓地から抜き取った板塔婆で機動隊に挑み、兄とともに逮捕される。
マルクス主義青年同盟（現：「がんばろう、日本!」国民協議会）の運動に参加した。
1975年の岡山大学北津寮襲撃事件では、寮生をひき殺したマイクロバスの上で「行け。突っ込め」と指揮を執っていた。穂積は傷害致死容疑で岡山県警察から指名手配を受け、幼い息子を両親に預けて地下に潜ったが、6年後にセクトが家宅捜索を受けた際に発見されて逮捕される。最高裁判所まで争ったのち、1990年に懲役4年6月の実刑判決が確定し服役。2年後に甲府刑務所を出所した。
出所後まもなく母が死去し、愛知県の東三河の鳳来町に戻り父の介護をする。1995年に父が死去した後、相続した山林で林業経営を行う。1997年に有限会社穂積林業を設立、代表取締役に就任する。

### 政治家へ
2002年、翌年の愛知県議会議員選挙に北設楽郡及び南設楽郡選挙区（定数1）から立候補する意向を表明。
2003年2月18日、中傷ビラが選挙区内にばらかまれているとし、旧南設楽郡選挙区の自民党現職の佐宗靖ひろの後援会支部役員3人を相手どり、名古屋地裁豊橋支部に配布中止・禁止を求める仮処分申請をした。同年3月7日に両者は和解したが、4月の県議選で佐宗に敗れ落選。
2004年11月、鳳来町長選挙に立候補し、元町議会議長の前沢光晴を破り初当選。同年12月、高校の同級生の石渡孝子（現在、集英社役員）と結婚。
2005年10月1日、鳳来町は作手村と新城市（旧）と合併し、新城市（新）が誕生する。それに伴って同年11月13日に行われた新城市長選挙に、市長給与20％削減、助役と教育長の給与10％削減、収入役廃止などを公約に掲げ立候補。対立候補は元新城市助役の小林常男と元新城市議の関口真史。小林は前市長の山本芳央を後援会長に迎え、自民党の佐宗靖ひろ県議（北設楽郡及び南設楽郡選挙区）、同党の加藤実県議（新城市選挙区）の支援を受けており本命馬とみられていたが、穂積が2候補を破り初当選を果たした（穂積16,904票、小林12,838票、関口4,336票）。投票率は80.71％。
2009年11月1日の新城市長選挙に、民主党と自由民主党の推薦を得て無所属で出馬。元市長の山本芳央の長男の山本拓哉、元新城市議の白井倫啓らを破り、再選。投票率は77.32%。
2013年11月10日の新城市長選挙に、自民党と民主党と生活の党の推薦を得て無所属で出馬。2009の市長選に続いて出馬した山本拓哉を接戦の末に退け、3選を果たした（穂積14,724票、山本13,813票）。投票率は71.07%。
2017年10月30日の新城市長選挙に、無所属で出馬し、4選（穂積13,461票、山本拓哉8,248票、白井倫啓5,648票）。投票率は69.23%。
2021年3月9日、同年に行われる新城市長選への不出馬を表明し、同年11月12日新城市長を退任。

## 新城市長として
- 2014年12月、市議会定例会に新城市若者議会条例案を提出[15]。若者議会は議会で可決され、2015年4月1日に制定。同年6月3日、第1回の若者議会が開催される[16]。16～29歳の若い世代の市民が税金の使い道を決め、若者議会が市長に答申した施策は翌年度の市の事業として予算化される点が、他の自治体の模擬議会とは異なる。図書館の改善、若者による防災会の組織など実現した事業も多い。2018年度に若者議会が提案した一つが「若者議会を漫画でPRする」事業。豊橋市出身の漫画家、佐野妙に依頼し、2020年2月に若者議会を紹介する冊子が完成した[17][18]。

- 2016年、新庁舎建設などに反対する市民団体が中心となって穂積の解職を求める署名運動が行われ、有権者4万203人に対して8,286筆が集められたが、住民投票の必要数に達せずにリコールは不成立となった[19][20]。

- 2020年5月14日、新型コロナウイルス対策の財源に充てるため、自身と副市長、教育長の6月期末手当を30％減額する条例案を市議会臨時会に提出した[21][22]。同日、同条例案は可決された[23]。
- 同年6月10日、市長選の際に立候補予定者の公開政策討論会を市が開催することを盛り込んだ条例案を市議会6月定例会に提出した[24][25]。選挙の際の討論会は地元の青年会議所（JC）が主催する例が多いが、新城市においては会員数が減少して開催が難しい状況にあることから、市が発案した。6月26日、同条例案は可決され、全国初の事例となった[26]。